# Røa Idrettslag
Il Røa Idrettslag, solitamente abbreviato in Røa IL, è una società polisportiva norvegese con sede a Røa, centro abitato situato nel Vestre Aker, uno dei 15 bydeler (agglomerati suburbani) di Oslo.
Fondata l'11 novembre 1900 annovera squadre che partecipano a numerose discipline sportive, tra le quali le più rilevanti sono il calcio, con sezione maschile e femminile, il bandy e lo sci nordico.
Nella disciplina del bandy il maggior risultato conseguito è la partecipazione per due volte alla finale di campionato norvegese perdendo entrambe le volte nei confronti degli storici rivali dello Stabæk, sezione della società polisportiva Stabæk Idrætsforening. 
Nelle discipline sciistiche i due più rappresentativi atleti tesserati per il Røa IL sono l'ex saltatore con gli sci Olav Hansson, vincitore di una medaglia d'oro ed una d'argento all'edizione 1982 dei Campionati mondiali di sci nordico, e il fondista Martin Johnsrud Sundby, che ha nel suo palmarès due medaglie olimpiche, tre ai mondiali di sci nordico la vittoria in due discipline nella Coppa del Mondo di sci di fondo 2014.
Nel calcio la squadra più titolata è la sezione femminile, dal 2001 iscritta alla Toppserien, massimo livello del campionato norvegese femminile di calcio, e detentrice per cinque volte del titolo di campione di Norvegia e di cinque Coppe di Norvegia femminili.